# Шебуняев, Анатолий Петрович
Шебуняев Анатолий Петрович (бел. Шабуняеў Анатоль Пятровіч) — советский хозяйственный, государственный и политический деятель. Герой Социалистического Труда.

## Биография
Родился 8 января 1928 года в деревне Новая Корма Жлобинского района ныне Гомельской области Беларуси.
После окончания железнодорожного училища с 1946 года работал помощником машиниста в локомотивном депо Жлобин Белорусской железной дороги. В 1947 году находился на курсах машинистов паровоза.
В 1950—1951 годах служил в Советской Армии.
После увольнения из Вооруженных Сил работал машинист паровозного депо Жлобин Белорусской железной дороги.
С 1967 года работал машинистом тепловоза, в 1968 году стал машинистом инструктором локомотивных бригад. В 1972 году назначен заместителем начальника депо по эксплуатации, а в 1978 году вновь стал машинистом тепловоза.

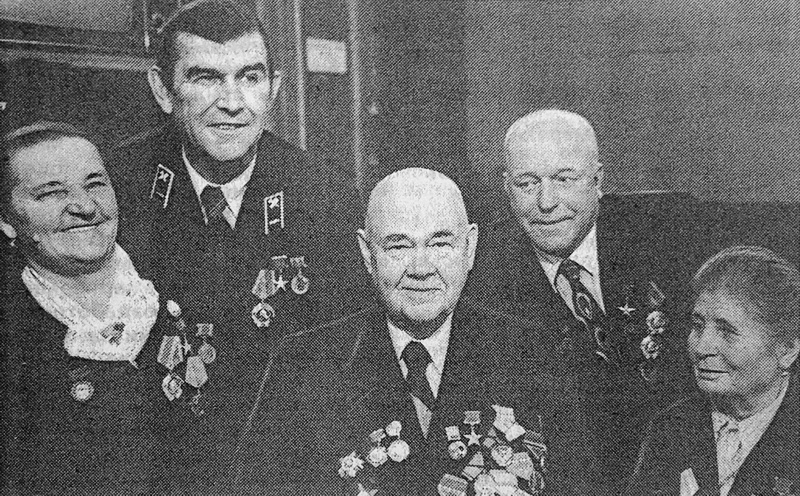
Герои Социалистического Труда Жлобинского района (слева направо) А. И. Литош, А. П. Шебуняев, М. Г. Маршин, А. Д. Конопляников, М. Ф. Вишневская.

Избирался депутатом Верховного Совета СССР 5-го созыва (1958–1962).

## Награды и звания
Указом Президиума Верховного Совета СССР от 1 августа 1959 года за выдающиеся успехи, достигнутые в деле развития железнодорожного транспорта, Шебуняеву Анатолию Петровичу присвоено звание Героя Социалистического Труда с вручением ордена Ленина и золотой медали «Серп и Молот».

## Память
- Имя А. П. Шебуняева носит улица в городе Жлобин

- Имя А. П. Шебуняева на Алее Героев в городе Жлобин (Гомельская область, Республика Беларусь)